# Suore oblate dello Spirito Santo
Le suore oblate dello Spirito Santo, o Istituto di Santa Zita (sigla O.S.S.), sono un istituto religioso femminile di diritto pontificio.

## Storia

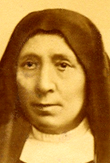
Elena Guerra, fondatrice della congregazione

La congregazione venne fondata da Elena Guerra (1835-1914): di nobile famiglia lucchese, iniziò presto a collaborare con le dame della carità di san Vincenzo de' Paoli visitando i poveri e gli ammalati della città. Dai suoi scritti si deduce che dovette anche dedicarsi allo studio dei testi patristici.
Nel 1866 sentì il bisogno interiore di dedicarsi alla propagazione della devozione allo Spirito Santo e a tal fine il 9 dicembre 1872 aprì a Lucca una scuola per ragazze dedicata a santa Zita, patrona della città.
Tra le allieve illustri dell'istituto della Guerra figura la mistica Gemma Galgani, canonizzata nel 1940.
Dalla scuola ebbe origine una congregazione religiosa e il 4 novembre 1882, con l'approvazione di Nicola Ghilardi, vescovo di Lucca, le prime aspiranti emisero la loro professione dei voti; il 18 ottobre 1897 Elena Guerra venne ricevuta da papa Leone XIII, che ne incoraggiò l'opera e le consentì di mutare il nome della congregazione in Oblate dello Spirito Santo.
La congregazione ricevette il pontificio decreto di lode il 6 marzo 1911.

## Attività e diffusione
Le Oblate dello Spirito Santo si dedicano all'educazione scolastica e catechistica dei giovani e all'apostolato della stampa.
Oltre che in Italia, sono presenti in Camerun, in Canada, nelle Filippine e in Ruanda; la sede generalizia è in via Silvestro II a Roma.
Alla fine del 2015 la congregazione contava 214 religiose in 36 case.